# Пери (Верона)
Пери је насеље у Италији у округу Верона, региону Венето.
Према процени из 2011. у насељу је живело 465 становника. Насеље се налази на надморској висини од 143 м.